# Ernesto Consolo

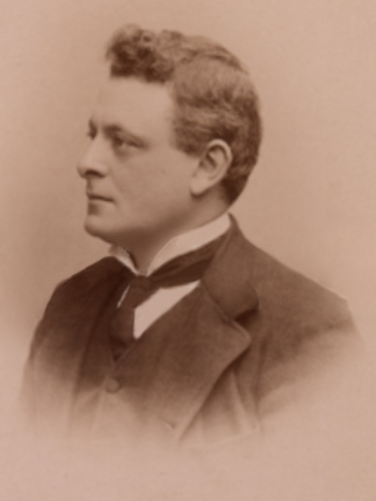
Ernesto Consolo

Ernesto Consolo (* 15. September 1864 in London; † 21. März 1931 in Florenz) war ein italienischer Pianist, Musikpädagoge und Komponist.

## Leben
Consolo nahm in Rom Klavierunterricht bei dem Liszt-Schüler Giovanni Sgambati und setzte sein Studium bei Carl Reinecke in Leipzig fort. Nach Erfolgen als Pianist in Mailand Anfang der 1890er Jahre unternahm er 1896 eine Konzertreise durch Deutschland, Schweden, Norwegen und Dänemark und gab 1905 in Paris mit dem Quatuor de Paris eine Konzertreihe, bei der u. a. die Klavierquintette von Antonín Dvořák und Johannes Brahms aufgeführt wurde.
Von 1906 bis 1909 unterrichtete Consolo eine Fortgeschrittenenklasse für Klavier am Chicago Musical College, danach nahm er seine Konzerttätigkeit wieder auf, wobei er u. a. mit dem Geiger Arrigo Serato und dem Cellisten Enrico Mainardi auftrat. Zwischen 1910 und 1913 unterrichtete er sporadisch am Institute of Musical Art in New York und spielte daneben bei Konzerten als Solowerke, Kammermusik und Klavierkonzerte (u. a. unter Leitung von Arturo Toscanini).
In Genf leitete Consolo einige Zeit die École de viruosité, und am Konservatorium von Florenz wurde ihm der Lehrstuhl als Professor für Klavier übertragen. Zudem gehörte er der Prüfungskommission des Conservatoire de Paris an. Zu seinen Schülern zählten u. a. Paolo Rio Nardi und Luigi Dallapiccola, der ihm 1932 seine Partita für Orchester und Sopran widmete. Als Komponist trat Consolo mit Klavierwerken hervor. Zudem redigierte er eine Gesamtausgabe der Klavierwerke Beethovens, die bei Ricordi erschien.